# ماريكا بيكويل
ماريكا بيكويل هي لاعبة كرلنغ كورية جنوبية، ولدت في 14 أغسطس 1985 في سول في كوريا الجنوبية.